# Louky pod Kulíškem
Louky pod Kulíškem je přírodní rezervace západně od obce Kunštát v okrese Blansko. Důvodem ochrany jsou zamokřelé louky se dvěma rybníčky, bohatá květena, výskyt otakárka ovocného (Iphiclides podalirius).